# Sollevamento pesi ai Giochi della XXIX Olimpiade - 62 kg maschile
Il concorso del Sollevamento pesi ai Giochi della XXIX Olimpiade, categoria 62 kg maschile si è svolto l'11 agosto 2008 presso il Beihang University Gymnasium.
La competizione è stata vinta dal sollevatore cinese Zhang Xiangxiang, che ha preceduto in classifica il colombiano Diego Salazar.
L'atleta azero Sardar Hasanov, che non aveva terminato la gara, è risultato positivo ad un controllo antidoping effettuato nel 2016 su un campione biologico prelevato durante le competizioni olimpiche. Le rianalisi, infatti, hanno rilevato come Sardar Hasanov avesse fatto uso di sostanze proibite dal regolamento.

## Risultati
| Pos.    | Paese          | Atleta                  | Strappo | Strappo | Strappo | Strappo   | Slancio | Slancio | Slancio | Slancio   | Totale |
| Pos.    | Paese          | Atleta                  | 1       | 2       | 3       | Risultati | 4       | 5       | 6       | Risultati | Totale |
| ------- | -------------- | ----------------------- | ------- | ------- | ------- | --------- | ------- | ------- | ------- | --------- | ------ |
| Oro     | Cina           | Zhang Xiangxiang        | 139     | 143     | 143     | 143       | 169     | 176     | 184     | 176       | 319    |
| Argento | Colombia       | Diego Salazar           | 132     | 136     | 138     | 138       | 163     | 165     | 167     | 167       | 305    |
| Bronzo  | Indonesia      | Triyatno                | 133     | 135     | 135     | 135       | 163     | 163     | 163     | 163       | 298    |
| 4       | Romania        | Antoniu Buci            | 126     | 130     | 130     | 130       | 161     | 165     | 168     | 165       | 295    |
| 5       | Thailandia     | Phaisan Hansawong       | 132     | 135     | 135     | 132       | 162     | 162     | 166     | 162       | 294    |
| 6       | Cuba           | Lázaro Maikel Ruiz      | 128     | 132     | 135     | 132       | 162     | 168     | 168     | 162       | 294    |
| 7       | Turkmenistan   | Tolkunbek Hudaybergenov | 126     | 126     | 131     | 126       | 162     | 170     | 170     | 162       | 288    |
| 8       | Egitto         | Mohamed Abd Elbaki      | 129     | 129     | 129     | 129       | 155     | 159     | 164     | 159       | 288    |
| 9       | Taipei cinese  | Yang Sheng-Hsiung       | 125     | 130     | 134     | 130       | 151     | 157     | 163     | 157       | 287    |
| 10      | Bielorussia    | Henadzij Machveenja     | 128     | 128     | 128     | 128       | 150     | 156     | 156     | 150       | 278    |
| 11      | Micronesia     | Manuel Minginfel        | 115     | 120     | 123     | 120       | 145     | 150     | 155     | 155       | 275    |
| 12      | Canada         | Jasvir Singh            | 110     | 115     | 118     | 115       | 145     | 151     | 156     | 151       | 266    |
| -       | Corea del Sud  | Ji Hun-Min              | 137     | 140     | 142     | 142       | 161     | 161     | 161     | -         | dnf    |
| -       | Corea del Nord | Im Yong-su              | 138     | 138     | 140     | 138       | 168     | 168     | 168     | -         | dnf    |
| -       | Turkmenistan   | Umurbek Bazarbayev      | 133     | 136     | 137     | 133       | 160     | 160     | 162     | -         | dnf    |
| -       | Colombia       | Óscar Figueroa          | 128     | 128     | 128     | -         | -       | -       | -       | -         | dnf    |
| dq      | Azerbaigian    | Sardar Hasanov          | 120     | 128     | 128     | 128       | 152     | 152     | 152     | -         | dnf    |